# Thornell Schwartz
Thornell Schwartz (eigentlich Thornel Schwartz, *  29. Mai 1927 in Philadelphia; † 30. Dezember 1977) war ein US-amerikanischer Jazzgitarrist, der in den 1960er-Jahren vor allem durch seine Mitwirkung in Orgel-Combos des Soul Jazz bekannt wurde.

## Leben und Wirken
Schwartz hatte Unterricht an der Landis School of Music und begann seine professionelle Karriere mit 23 Jahren bei Ernest Deaton. Er spielte dann in der R&B-Band von Chris Powell, ab Anfang der 1950er-Jahre in der Band des Sängers und Schlagzeugers Don Gardner, der auch der Organist Jimmy Smith angehörte. Von 1952 bis 1955 arbeitete er mit Freddie Cole, bevor er bei Jimmy Smith spielte.  Von 1956 bis 1967 wirkte er bei mehreren Alben des Organisten mit wie A New Sound... A New Star... und The incredible Jimmy Smith Vol. 3; daneben nahm er mit anderen Musikern auf wie Big Joe Turner, Babs Gonzales, Joe Williams, Johnny Hammond Smith (That Good Feelin’), Jimmy McGriff, Larry Young (Young Blues), Jimmy Forrest, Sylvia Syms, Byrdie Green, Groove Holmes und Milt Buckner. Sein einziges Album unter eigenem Namen Soul Cookin’, an dem Larry Young, Bill Leslie, Lawrence Olds, Jerome Thomas und Donald Bailey beteiligt waren, legte er 1962 bei Argo Records vor. Im Bereich des Jazz war er zwischen 1953 und 1975 an 37 Aufnahmesessions beteiligt.